# Mussaendopsis
Mussaendopsis là một chi thực vật có hoa trong họ Thiến thảo (Rubiaceae).

## Loài
Chi Mussaendopsis gồm các loài: